# صموئيل فينكلستاين
صموئيل فينكلستاين (بالبولندية: Samuel Finkelstein)‏ هو رسام بولندي، ولد في 1895 في صاندومير في بولندا، وتوفي في 1942 في معسكر تريبلينكا في بولندا.